# أنتونيو بيناريفو
أنتونيو بيناريفو (بالإيطالية: Antonio Benarrivo) مواليد 21 أغسطس 1968 في برينديزي، هو لاعب كرة قدم إيطالي دولي سابق كان يلعب كمدافع. اعتزل اللعب عام 2004 مع نادي بارما. سبق له أن لعب في كأس العالم لكرة القدم مع منتخب بلاده. بدأ مسيرته الرياضية عام 1986.

## المسيرة الاحترافية

### أندية لعب لها
- نادي بادوفا
- نادي بارما

## روابط خارجية
- أنتونيو بيناريفو على موقع الاتحاد الدولي (مؤرشف)  (الإنجليزية)
- أنتونيو بيناريفو على موقع الاتحاد الأوربي (الإنجليزية)
- أنتونيو بيناريفو على موقع قاعدة بيانات كرة القدم.إي يو (الإنجليزية)
- أنتونيو بيناريفو على موقع ناشيونال فوتبول تيمز (الإنجليزية)
- أنتونيو بيناريفو على موقع عالم كرة القدم.نت (الإنجليزية)